# Fanny Cornforth

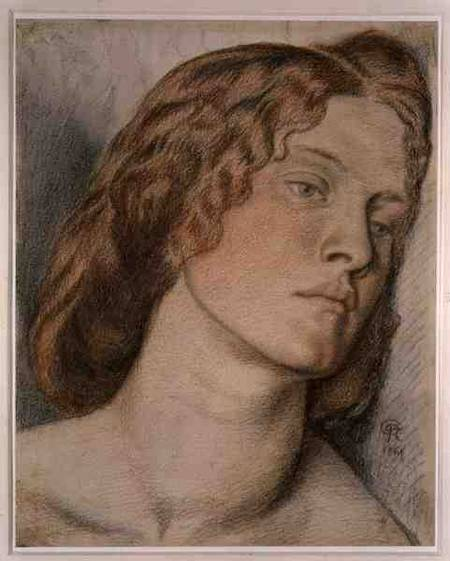
Rossetti: Fanny Cornforth – Studie für The Fair Rosamund, 1861

Fanny Cornforth (eigentlich Sarah Cox; * 1835 in Steyning, Sussex; † 1906 in London) war Modell und Muse der Präraffaeliten.

## Leben
Im Jahr 1858 lernte das Londoner Dienstmädchen Fanny Cornforth den Maler Dante Gabriel Rossetti kennen. Er nahm sie als Modell und Geliebte. Später ging sie mit William Holman Hunt und George Price Boyce ein Verhältnis ein.
1860 verließ Rossetti sie und heiratete Elizabeth Eleanor Siddal. Nachdem seine Frau an einer Überdosis Laudanum gestorben war, zog Rossetti im Oktober 1862 nach Chelsea und erneuerte die Beziehung zu Fanny. Sie saß ihm Modell, führte ihm den Haushalt und wurde seine Geliebte. Er malte sie weitaus sinnlicher als Lizzie Siddal, und die Bilder verkauften sich gut. 1870 trennte sich Rossetti erneut von Fanny und ging eine Affäre mit Jane Burden ein. Als diese 1876 das Ausmaß der Chloral-Sucht von Rossetti entdeckte, brach sie die Beziehung zu ihm ab. Er nahm wieder Kontakt zu Fanny auf, die ihn gesund pflegte.
Im Dezember 1881 erlitt der ständig kränkelnde Künstler einen Schlaganfall, der Lähmungen des linken Arms und linken Beins nach sich zog, und Rossetti beendete seine langjährige Beziehung zu Fanny Cornforth. Über ihr späteres Leben ist nur wenig bekannt.

Rossetti: George Price Boyce mit Fanny in Rossettis Londoner Studio, 1858
Rossetti: Der Heilige Gral, 1860
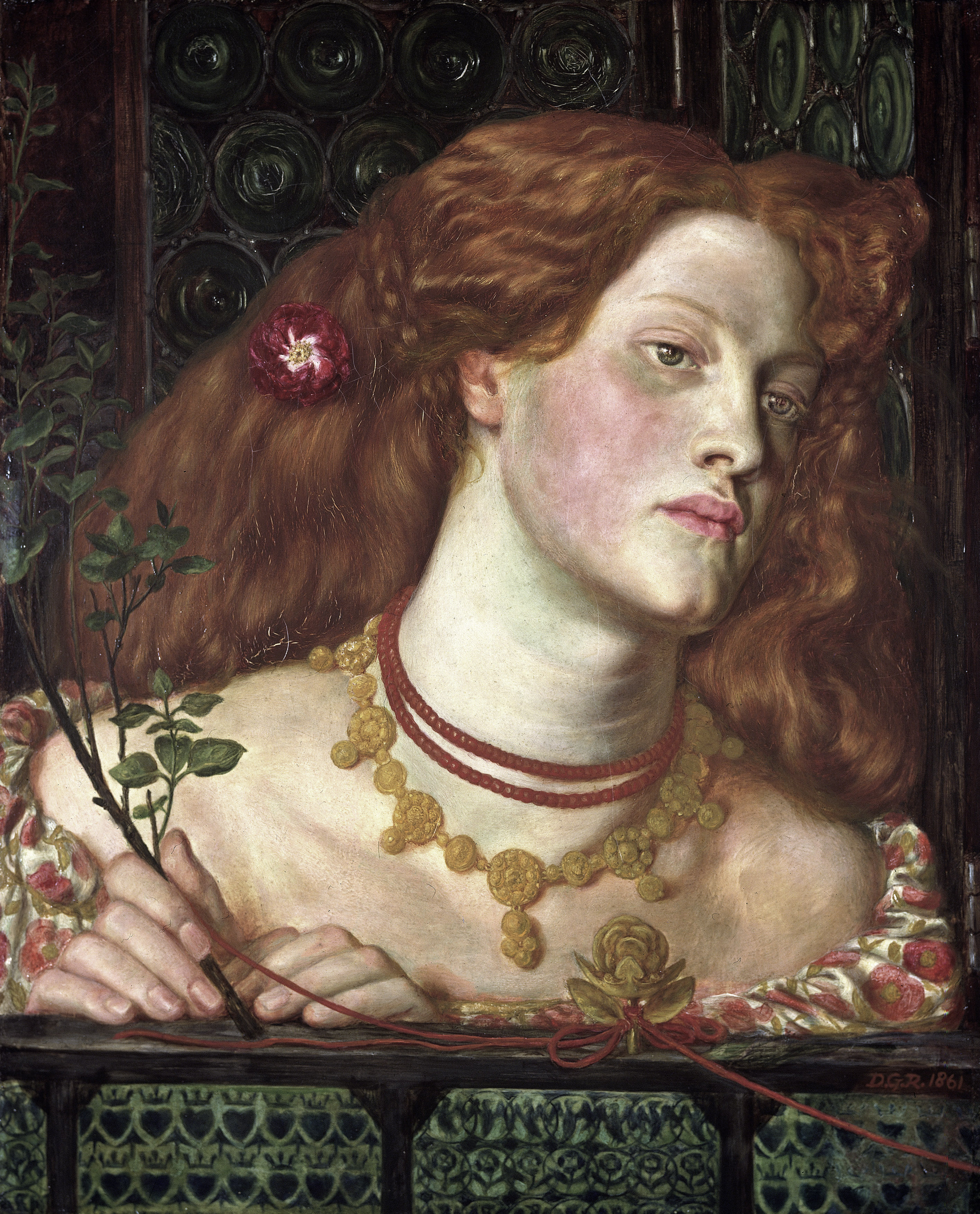
Rossetti: The Fair Rosamund, 1861
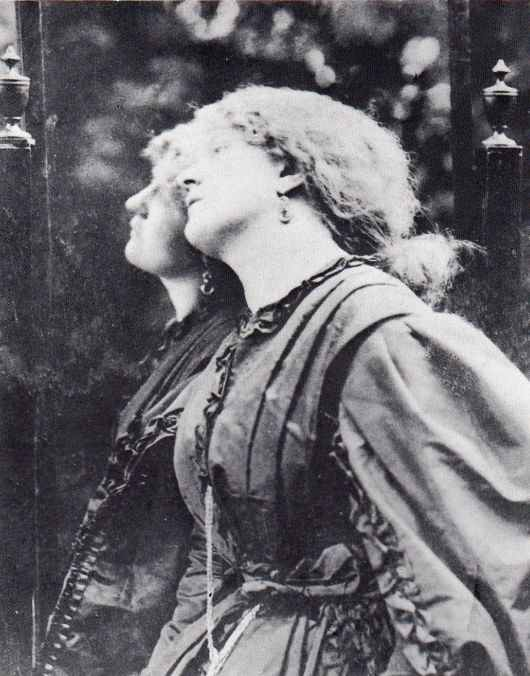
Fanny Comforth – Fotografie von W. & D. Downey, Newcastle 1863

## Sonstiges
- Im Lauf der Beziehung legte Cornforth an Gewicht zu, und Rossetti gab ihr den Kosenamen mein lieber Elefant, sie nannte ihn Rhino.
- Fanny Cornforth war zwei Mal verheiratet. In erster Ehe (1858) mit dem Maschinenbauingenieur Timothy Hughes, sie trennten sich schnell wieder. Im Jahr 1879 heiratete sie John Schott.